# زغبة حرجية
الزغبة الحرجية (الاسم العلمي: Dryomys) (بالإنجليزية: Forest dormouse)‏ هي جنس من الحيوانات تتبع الفصيلة الزغبات من رتبة القوارض.

## أنواع الزغبة الحرجية
- زغبة صوفية
- زغبة بلوشية
- زغبة الغابات